# Polleniopsis horii
Polleniopsis horii är en tvåvingeart som beskrevs av Hiromu Kurahashi 1964. Polleniopsis horii ingår i släktet Polleniopsis och familjen spyflugor. Inga underarter finns listade i Catalogue of Life.